# Dimitrij Viktorovič Anosov
Dimitrij Viktorovič Anosov (rusko Дмитрий Викторович Аносов), ruski matematik, * 30. november 1936, Moskva, † 5. avgust 2014, Moskva.
Anosov je znan po svojem delu na področju teorije dinamičnih sistemov.
Bil je Pontrjaginov učenec in redni član Ruske akademije znanosti.